# Land- und Forstwirtschaftsminister (Finnland)
Der Land- und Forstwirtschaftsminister Finnlands (finnisch: Suomen maa- ja metsätalousministeri, schwedisch: jord- och skogsbruksminister) ist ein Teil der finnischen Regierung.

## Liste der Minister
Folgend eine Liste der Land- und Forstwirtschaftsminister der Republik Finnland:
Anmerkung: Bis 1971 hieß das Ministerium lediglich "Landwirtschaftsministerium".
| Name                               | Partei                               | Amtszeit                               | Kabinett                |
| Landwirtschaftsminister            | Landwirtschaftsminister              | Landwirtschaftsminister                | Landwirtschaftsminister |
| ---------------------------------- | ------------------------------------ | -------------------------------------- | ----------------------- |
| Eero Yrjö Pehkonen                 | Landbund                             | 27. November 1917 – 27. Mai 1918       | Kabinett Svinhufvud I   |
| Eero Yrjö Pehkonen                 | Landbund                             | 27. Mai 1918 – 17. August 1918         | Kabinett Paasikivi I    |
| Uuno Brander                       | Nationale Fortschrittspartei         | 27. November 1918 – 17. April 1919     | Kabinett Ingman I       |
| Kyösti Kallio                      | Landbund                             | 17. April 1919 – 15. August 1919       | Kabinett Kaarlo Castrén |
| Kyösti Kallio                      | Landbund                             | 15. August 1919 – 15. März 1920        | Kabinett Vennola I      |
| Eero Yrjö Pehkonen                 | Landbund                             | 15. März 1920 – 9. April 1921          | Kabinett Erich          |
| Kyösti Kallio                      | Landbund                             | 9. April 1921 – 2. Juni 1922           | Kabinett Vennola II     |
| Östen Elfving                      | parteilos                            | 2. Juni 1922 – 14. November 1922       | Kabinett Cajander I     |
| Juho Sunila                        | Landbund                             | 14. November 1922 – 18. Januar 1924    | Kabinett Kallio I       |
| Östen Elfving                      | parteilos                            | 18. Januar 1924 – 31. Mai 1924         | Kabinett Cajander II    |
| Jalo Lahdensuo                     | Landbund                             | 31. Mai 1924 – 22. November 1924       | Kabinett Ingman II      |
| Ilmari Auer                        | Landbund                             | 22. November 1924 – 31. März 1925      | Kabinett Ingman II      |
| Juho Sunila                        | Landbund                             | 31. März 1925 – 31. Dezember 1925      | Kabinett Tulenheimo     |
| Juho Sunila                        | Landbund                             | 31. Dezember 1925 – 13. Dezember 1926  | Kabinett Kallio II      |
| Mauno Pekkala                      | Sozialdemokratische Partei Finnlands | 13. Dezember 1926 – 17. Dezember 1927  | Kabinett Tanner         |
| Sigurd Mattsson                    | Landbund                             | 17. Dezember 1927 – 22. Dezember 1928  | Kabinett Sunila I       |
| Eemil Linna                        | Nationale Fortschrittspartei         | 22. Dezember 1928 – 16. August 1929    | Kabinett Mantere        |
| Kaarle Ellilä                      | Landbund                             | 16. August 1929 – 4. Juli 1930         | Kabinett Kallio III     |
| August Raatikainen                 | Landbund                             | 4. Juli 1930 – 21. März 1931           | Kabinett Svinhufvud II  |
| Sigurd Mattsson                    | Landbund                             | 21. März 1931 – 14. Dezember 1932      | Kabinett Sunila II      |
| Kalle Jutila                       | Landbund                             | 14. Dezember 1932 – 25. September 1936 | Kabinett Kivimäki       |
| Eemil Linna                        | Nationale Fortschrittspartei         | 25. September 1936 – 7. Oktober 1936   | Kabinett Kivimäki       |
| Pekka Heikkinen                    | Landbund                             | 7. Oktober 1936 – 12. März 1937        | Kabinett Kallio IV      |
| Pekka Heikkinen                    | Landbund                             | 12. März 1937 – 1. Dezember 1939       | Kabinett Cajander III   |
| Pekka Heikkinen                    | Landbund                             | 1. Dezember 1939 – 27. März 1940       | Kabinett Ryti I         |
| Pekka Heikkinen                    | Landbund                             | 27. März 1940 – 15. August 1940        | Kabinett Ryti II        |
| Viljami Kalliokoski                | Landbund                             | 15. August 1940 – 4. Januar 1941       | Kabinett Ryti II        |
| Viljami Kalliokoski                | Landbund                             | 4. Januar 1941 – 5. März 1943          | Kabinett Rangell        |
| Viljami Kalliokoski                | Landbund                             | 5. März 1943 – 8. August 1944          | Kabinett Linkomies      |
| Viljami Kalliokoski                | Landbund                             | 8. August 1944 – 21. September 1944    | Kabinett Hackzell       |
| Viljami Kalliokoski                | Landbund                             | 21. September 1944 – 17. März 1944     | Kabinett Urho Castrén   |
| Eemil Luukka                       | Landbund                             | 17. März 1944 – 17. April 1945         | Kabinett Paasikivi II   |
| Eemil Luukka                       | Landbund                             | 17. April 1945 – 26. März 1946         | Kabinett Paasikivi III  |
| Vihtori Vesterinen                 | Landbund                             | 26. März 1946 – 29. Juli 1948          | Kabinett Pekkala        |
| Matti Lepistö                      | Sozialdemokratische Partei Finnlands | 29. Juli 1948 – 17. März 1950          | Kabinett Fagerholm I    |
| Taavi Vilhula                      | Landbund                             | 17. März 1950 – 17. Januar 1951        | Kabinett Kekkonen I     |
| Martti Miettunen                   | Landbund                             | 17. Januar 1951 – 20. September 1951   | Kabinett Kekkonen II    |
| Martti Miettunen                   | Landbund                             | 20. September 1951 – 9. Juli 1953      | Kabinett Kekkonen III   |
| Martti Miettunen                   | Landbund                             | 9. Juli 1953 – 17. November 1953       | Kabinett Kekkonen IV    |
| Kalle Jutila                       | Landbund                             | 17. November 1953 – 5. Mai 1954        | Kabinett Tuomioja       |
| Viljami Kalliokoski                | Landbund                             | 5. Mai 1954 – 20. Oktober 1954         | Kabinett Törngren       |
| Viljami Kalliokoski                | Landbund                             | 20. Oktober 1954 – 30. September 1955  | Kabinett Kekkonen V     |
| Martti Miettunen                   | Landbund                             | 3. März 1956 – 27. Mai 1957            | Kabinett Fagerholm II   |
| Martti Miettunen                   | Landbund                             | 27. Mai 1957 – 2. Juli 1957            | Kabinett Sukselainen I  |
| Kustaa Eskola                      | Landbund                             | 2. Juli 1957 – 29. November 1957       | Kabinett Sukselainen I  |
| Hans Perttula                      | parteilos                            | 29. November 1957 – 26. April 1958     | Kabinett von Fieandt    |
| Pauli Lehtosalo                    | parteilos                            | 26. April 1958 – 29. August 1958       | Kabinett Kuuskoski      |
| Martti Miettunen                   | Landbund                             | 29. August 1958 – 14. November 1958    | Kabinett Fagerholm III  |
| Urho Kähönen                       | Landbund                             | 14. November 1958 – 13. Januar 1959    | Kabinett Fagerholm III  |
| Juho Jaakkola                      | Landbund                             | 13. Januar 1959 – 14. Juli 1961        | Kabinett Sukselainen II |
| Johannes Virolainen                | Landbund                             | 14. Juli 1961 – 13. April 1962         | Kabinett Miettunen I    |
| Johannes Virolainen                | Landbund                             | 13. April 1962 – 18. Dezember 1963     | Kabinett Karjalainen I  |
| Samuli Suomela                     | parteilos                            | 18. Dezember 1963 – 12. September 1964 | Kabinett Lehto          |
| Mauno Jussila                      | Zentrumspartei (vormals Landbund)    | 12. September 1964 – 27. Mai 1966      | Kabinett Virolainen     |
| Nestori Kaasalainen                | Zentrumspartei                       | 27. Mai 1966 – 22. März 1968           | Kabinett Paasio I       |
| Martti Miettunen                   | Zentrumspartei                       | 22. März 1968 – 14. Mai 1970           | Kabinett Koivisto I     |
| Nils Westermarck                   | parteilos                            | 14. Mai 1970 – 15. Juli 1970           | Kabinett Aura I         |
| Land- und Forstwirtschaftsminister |                                      |                                        |                         |
| Nestori Kaasalainen                | Zentrumspartei                       | 15. Juli 1970 – 29. Oktober 1971       | Kabinett Karjalainen II |
| Vilho Suomela                      | parteilos                            | 29. Oktober 1971 – 23. Februar 1972    | Kabinett Aura II        |
| Leo Happonen                       | Sozialdemokratische Partei Finnlands | 23. Februar 1972 – 4. September 1972   | Kabinett Paasio II      |
| Erkki Haukipuro                    | Zentrumspartei                       | 4. September 1972 – 31. Juli 1973      | Kabinett Sorsa I        |
| Heimo Linna                        | Zentrumspartei                       | 1. August 1973 – 13. Juni 1975         | Kabinett Sorsa I        |
| Veikko Ihamuotila                  | parteilos                            | 13. Juni 1975 – 30. November 1975      | Kabinett Liinamaa       |
| Heimo Linna                        | Zentrumspartei                       | 30. November 1975 – 29. September 1976 | Kabinett Miettunen II   |
| Johannes Virolainen                | Zentrumspartei                       | 29. September 1976 – 15. Mai 1977      | Kabinett Miettunen III  |
| Johannes Virolainen                | Zentrumspartei                       | 15. Mai 1977 – 26. Mai 1979            | Kabinett Sorsa II       |
| Taisto Tähkämaa                    | Zentrumspartei                       | 26. Mai 1979 – 19. Februar 1982        | Kabinett Koivisto II    |
| Taisto Tähkämaa                    | Zentrumspartei                       | 19. Februar 1982 – 6. Mai 1983         | Kabinett Sorsa III      |
| Toivo Yläjärvi                     | Zentrumspartei                       | 6. Mai 1983 – 30. April 1987           | Kabinett Sorsa IV       |
| Toivo Pohjala                      | Nationale Sammlungspartei            | 30. April 1987 – 26. April 1991        | Kabinett Holkeri        |
| Martti Pura                        | Zentrumspartei                       | 26. April 1991 – 12. April 1994        | Kabinett Aho            |
| Mikko Pesälä                       | Zentrumspartei                       | 12. April 1994 – 13. April 1995        | Kabinett Aho            |
| Kalevi Hemilä                      | parteilos                            | 13. April 1995 – 15. April 1999        | Kabinett Lipponen I     |
| Kalevi Hemilä                      | parteilos                            | 15. April 1999 – 1. Februar 2002       | Kabinett Lipponen II    |
| Raimo Tammilehto                   | parteilos                            | 1. Februar 2002 – 31. Mai 2002         | Kabinett Lipponen II    |
| Jari Koskinen                      | Nationale Sammlungspartei            | 31. Mai 2002 – 17. April 2003          | Kabinett Lipponen II    |
| Juha Korkeaoja                     | Zentrumspartei                       | 17. April 2003 – 24. Juni 2003         | Kabinett Jäätteenmäki   |
| Juha Korkeaoja                     | Sozialdemokratische Partei Finnlands | 24. Juni 2003 – 19. April 2007         | Kabinett Vanhanen I     |
| Sirkka-Liisa Anttila               | Zentrumspartei                       | 19. April 2007 – 22. Juni 2010         | Kabinett Vanhanen II    |
| Sirkka-Liisa Anttila               | Zentrumspartei                       | 22. Juni 2010 – 22. Juni 2011          | Kabinett Kiviniemi      |
| Jari Koskinen                      | Nationale Sammlungspartei            | 22. Juni 2011 – 24. Juni 2014          | Kabinett Katainen       |
| Petteri Orpo                       | Nationale Sammlungspartei            | 24. Juni 2014 – 29. Mai 2015           | Kabinett Stubb          |
| Kimmo Tiilikainen                  | Zentrumspartei                       | 29. Mai 2015 – 5. Mai 2017             | Kabinett Sipilä         |
| Jari Leppä                         | Zentrumspartei                       | 5. Mai 2017 – 6. Juni 2019             | Kabinett Sipilä         |
| Jari Leppä                         | Zentrumspartei                       | 6. Juni 2019 – 10. Dezember 2019       | Kabinett Rinne          |
| Jari Leppä                         | Zentrumspartei                       | 10. Dezember 2019 – 29. April 2022     | Kabinett Marin          |
| Antti Kurvinen                     | Zentrumspartei                       | 29. April 2022 – 20. Juni 2023         | Kabinett Marin          |
| Sari Essayah                       | Christdemokraten                     | 20. Juni 2023 – amtierend              | Kabinett Orpo           |